# Бреверн, Карл Юльевич
Карл Ю́льевич фон-Бреверн (24 сентября 1880 — 7 декабря 1943) — ревельский уездный предводитель дворянства, член IV Государственной думы от Эстляндской губернии.

## Биография
Лютеранин. Из потомственных дворян Эстляндской губернии. Землевладелец Ревельского уезда (4000 десятин, в том числе 3000 десятин при имении Ягговаль).
По окончании Императорского училища правоведения в 1903 году, поступил вольноопределяющимся в лейб-гвардии Уланский полк, вышел в запас в чине прапорщика.
В 1904 году поступил на службу чиновником особых поручений при виленском губернаторе графе К. К. Палене. Затем был земским начальником в Лидском уезде Виленской губернии (1905) и комиссаром по крестьянским делам в Ревельском уезде (1905—1906). Избирался депутатом дворянства Ревельского уезда (1906—1910) и ревельским уездным предводителем дворянства (1910—1918). В 1910—1912 годах состоял почетным мировым судьей Ревельско-Гапсальского округа. Дослужился до чина надворного советника. Был противником усиления русского влияния в Остзейском крае.
В 1912 году был избран членом Государственной думы от Эстляндской губернии. Входил во фракцию октябристов, после её раскола — в группу земцев-октябристов. Состоял членом комиссий: по вероисповедным вопросам, земельной и сельскохозяйственной.
В 1918 году эмигрировал в Германию. Поддерживал Немецко-Балтийскую партию, состоял членом Балтийского земельного совета в Берлине. Умер в 1943 году.

## Семья
Был женат на Ольге Николаевне Шмеман (1884—?), дочери Н. Э. Шмемана.